# 吹楽
吹楽（すいがく）は、1991年から2007年までに不定期に行われていた、日本現代音楽協会・朝日新聞社が主催する吹奏楽のイベント。

## 概要
本イベントは、日本現代音楽協会の創立60周年記念の東京現代音楽祭として1991年に第1回目の“吹楽”（便宜上、以下本公演を「吹楽I」と表記）が開催されたことが始まり。その後1994年に「吹楽II」、1997年に「吹楽III」、2007年に「吹楽IV」が開催された。2007年を最後に開催されていない（2022年時点）。
各回の公演は2部制に分かれ、前半は学校（小学・中学・高校・大学）や一般による複数のアマチュア吹奏楽団が個別に演奏し、後半はプロの吹奏楽団である東京佼成ウインドオーケストラが演奏した。
“吹楽”公演タイトルには毎回、「現代の音楽展」、「日本の吹奏楽の祭典」などの冠がついている。公演では、全日本吹奏楽コンクールの往年の課題曲や“吹楽”委嘱作品などの現代音楽の他、様々な吹奏楽曲（管弦楽曲のアレンジを含む）が演奏された。

## 各公演

### 吹楽I

#### 概要
本公演は、「東京現代音楽祭“吹楽”現代日本の吹奏楽」と題して開催された。
- 公演日：1991年12月1日
- 会場：サントリーホール大ホール
- 主催：日本現代音楽協会、朝日新聞社

#### 演奏曲
| 団体名 （指揮者）                             | 曲名                                                                   | 作曲者／編曲者                  | 備考                            |
| 第1部「日本の吹奏楽の名曲撰集」               | 第1部「日本の吹奏楽の名曲撰集」                                        | 第1部「日本の吹奏楽の名曲撰集」 | 第1部「日本の吹奏楽の名曲撰集」 |
| --------------------------------------------- | ---------------------------------------------------------------------- | ------------------------------- | ------------------------------- |
| 石川県津幡町立津幡中学校吹奏楽部 （大家慎二） | 吹奏楽のための「深層の祭」                                             | 三善晃                          | [ 課題曲 1 ]                    |
| 石川県津幡町立津幡中学校吹奏楽部 （大家慎二） | 吹奏楽のための「ラプソディ」                                           | 外山雄三／藤田玄播              |                                 |
| 大阪府立淀川工業高等学校吹奏楽部 （丸谷明夫） | 吹奏楽のための木挽歌〔I.テーマ、II.盆踊り、III.朝の歌、IV.フィナーレ〕 | 小山清茂                        |                                 |
| ヤマハ吹奏楽団 （森田利明）                   | メトセラI ～打楽器群と吹奏楽のために                                   | 田中賢                          |                                 |
| 習志野市立習志野高等学校吹奏楽部 （新妻寛）   | 「交響曲」より第4楽章                                                  | 矢代秋雄／天野正道              |                                 |
| 神奈川大学吹奏楽部 （小澤俊朗）               | 吹奏楽のための序曲                                                     | 間宮芳生                        | [ 課題曲 2 ]                    |
| 神奈川大学吹奏楽部 （小澤俊朗）               | 「交響三章」より第3楽章                                                | 三善晃／天野正道                |                                 |
| 第2部「現音会員による新作」                   |                                                                        |                                 |                                 |
| 東京佼成ウインドオーケストラ （国分誠）       | 吹奏楽のための協奏的タブロー                                           | 柳田孝義                        | [ 注 1 ]                        |
| 東京佼成ウインドオーケストラ （国分誠）       | 回想・III ～吹奏楽のための～                                           | 金田潮兒                        | [ 注 2 ]                        |
| 東京佼成ウインドオーケストラ （国分誠）       | 9つの管楽器のための「プレイ」                                          | 篠原眞                          | [ 注 3 ]                        |
| 東京佼成ウインドオーケストラ （国分誠）       | ヤントラ ～打楽器とウィンドオーケストラによる協奏曲～                  | 中村滋延                        | [ 注 4 ]                        |

### 吹楽II

#### 概要
本公演は、「日本の吹奏楽の祭典 現代の音楽展'94 吹楽II」と題して開催された
。
- 公演日：1994年3月13日（日）
- 会場：サントリーホール大ホール
- 主催：日本現代音楽協会、朝日新聞社、（社）全日本吹奏楽連盟、東京佼成ウインドオーケストラ
- 後援：日本放送協会
- 助成：文化庁、（財）花王芸術文化財団

#### 演奏曲
| 団体名 （指揮者）                         | 曲名                                                          | 作曲者／編曲者           | 備考         |
| 第1部                                     | 第1部                                                         | 第1部                    | 第1部        |
| ----------------------------------------- | ------------------------------------------------------------- | ------------------------ | ------------ |
| 市川市立大柏小学校吹奏楽部 （田川伸一郎） | 紅炎の鳥                                                      | 田中賢                   |              |
| 千葉市立土気中学校吹奏楽部 （加養浩幸）   | シンフォニア                                                  | 木下牧子                 |              |
| 千葉市立土気中学校吹奏楽部 （加養浩幸）   | 「天地創造」〔I.メインテーマ、II.ノアの方舟〕                 | 黛敏郎／K.フォイットコム |              |
| 常総学院高等学校吹奏楽部 （本図智夫）     | 管弦楽のための二つの祈り                                      | 別宮貞雄／本図智夫       |              |
| 近畿大学吹奏楽部 （田中一嘉）             | 吹奏楽のためのバーレスク                                      | 大栗裕                   | [ 課題曲 3 ] |
| 近畿大学吹奏楽部 （田中一嘉）             | 吹奏楽のための「岩長幻想」より〔酒の歌、オロチ狂乱〕          | 原嘉壽子                 |              |
| 第2部「平成5年度朝日作曲賞受賞曲」        |                                                               |                          |              |
| 東京佼成ウインドオーケストラ （金洪才）   | 時は時の向こうにある ～管楽器打楽器によるオーケストラのための | 平石博一                 |              |
| 東京佼成ウインドオーケストラ （金洪才）   | ブラス・バンドのためのポルカ集・タンゴ集                      | 小鍛冶邦隆               |              |
| 東京佼成ウインドオーケストラ （金洪才）   | パルス・モーションII                                          | 川崎美保                 | [ 課題曲 4 ] |

### 吹楽III

#### 概要
本公演は、文化庁芸術創造基盤整備事業の一環として、「現代の音楽展'97 日本の吹奏楽の祭典『吹楽III』」と題して開催された。
- 公演日：1997年2月11日（祝日）
- 会場：サントリーホール大ホール
- 主催：日本現代音楽協会、朝日新聞社、（社）全日本吹奏楽連盟、東京佼成ウインドオーケストラ
- 後援：日本放送協会
- 助成：（財）花王芸術文化財団
- 協賛：ブレーン株式会社
- 大会プロデューサー：坪能克裕

#### 演奏曲
| 団体名 （指揮者）                                   | 曲名                                       | 作曲者／編曲者               | 備考         |
| 1st.ステージ                                        | 1st.ステージ                               | 1st.ステージ                 | 1st.ステージ |
| --------------------------------------------------- | ------------------------------------------ | ---------------------------- | ------------ |
| 埼玉県八潮市立八潮中学校吹奏楽部 （吉里達哉）       | メタモルフォージス                         | 浦田健次郎                   |              |
| 埼玉県八潮市立八潮中学校吹奏楽部 （吉里達哉）       | 風の詩                                     | 後藤洋                       |              |
| 神奈川県立野庭高等学校吹奏楽部 （原田元吉）         | 吹奏楽のためのファンタジー                 | 夏田鐘甲                     |              |
| 神奈川県立野庭高等学校吹奏楽部 （原田元吉）         | 古祀                                       | 保科洋                       |              |
| 福岡工業大学附属高等学校吹奏楽部 （屋比久勲）       | 輝く日への前奏曲                           | 後藤洋                       |              |
| 福岡工業大学附属高等学校吹奏楽部 （屋比久勲）       | シンフォニック・バンドのためのパッサカリア | 兼田敏                       |              |
| 中央大学学友会文化連盟音楽研究会吹奏楽部 （林紀人） | 交響詩「スパルタクス」                     | ヤン・ヴァン・デル・ロースト |              |
| 川口市・アンサンブルリベルテ吹奏楽団 （近藤久敦）   | 枯木のある風景                             | 飯島俊成                     | [ 注 5 ]     |
| 川口市・アンサンブルリベルテ吹奏楽団 （近藤久敦）   | ディスコ・キッド                           | 東海林修                     | [ 課題曲 5 ] |
| 2nd.ステージ                                        |                                            |                              |              |
| 東横学園小学校吹奏楽部 （瀬尾宗利）                 | ウィンド・アンサンブルの新次元             | 坪能克裕                     |              |
| 東京佼成ウインドオーケストラ （森口真司）           | マーチ『ライジング・サン』                 | 新井千悦子                   | [ 課題曲 6 ] |
| 東京佼成ウインドオーケストラ （森口真司）           | “遥か彼方へ” ～吹奏楽のための～            | 掘悦子                       | [ 注 6 ]     |
| 東京佼成ウインドオーケストラ （森口真司）           | 鳥をとるやなぎ                             | 藤井喬梓                     | [ 注 7 ]     |

### 吹楽IV

#### 概要
本公演は、＜現代の音楽展覧2007――未来をつむぐ＞第6夜「吹楽IV～日本の吹奏楽の祭典」と題して開催された。
- 公演日：2007年3月24日(土)
- 会場：サントリーホール大ホール
- 主催：日本現代音楽協会（国際現代音楽協会日本支部）、朝日新聞社、東京佼成ウインドオーケストラ、平成18年度文化庁芸術団体人材育成支援事業
- 後援：（社）全日本吹奏楽連盟、日本音楽作家団体協議会（FCA）
- 助成：（社）私的録音補償金管理協会（sarah）、（財）花王芸術・科学財団
- 協賛：ブレーン株式会社

#### 演奏曲
| 団体名 （指揮者）                                 | 曲名                                                                        | 作曲者／編曲者           | 備考          |
| 第1部                                             | 第1部                                                                       | 第1部                    | 第1部         |
| ------------------------------------------------- | --------------------------------------------------------------------------- | ------------------------ | ------------- |
| 東京都小平市立小平第三中学校吹奏楽部 （中村睦郎） | カタロニアの栄光                                                            | 間宮芳生                 | [ 課題曲 7 ]  |
| 東京都小平市立小平第三中学校吹奏楽部 （中村睦郎） | 風紋（原典版）                                                              | 保科洋                   | [ 課題曲 8 ]  |
| 埼玉県立伊奈学園総合高等学校吹奏楽部 （宇畑知樹） | ファンファーレ                                                              | 森田一浩                 |               |
| 埼玉県立伊奈学園総合高等学校吹奏楽部 （宇畑知樹） | マーチ・エイプリル・メイ                                                    | 矢部政男                 | [ 課題曲 9 ]  |
| 埼玉県立伊奈学園総合高等学校吹奏楽部 （宇畑知樹） | 太陽への讃歌－大地の鼓動                                                    | 八木澤教司               |               |
| 埼玉栄高等学校吹奏楽部 （大滝実）                 | La suite excentrique（スイート・エキセントリック）より〔第1、2、4楽章〕     | 天野正道                 |               |
| 土気シビックウインドオーケストラ （加養浩幸）     | 吹奏楽のための「花祭り」                                                    | 小山清茂                 | [ 課題曲 10 ] |
| 土気シビックウインドオーケストラ （加養浩幸）     | 日本民謡組曲「わらべ唄」 〔1.あんたがたどこさ、2.子守歌、3.山寺のお尚さん〕 | 兼田敏                   |               |
| 川越奏和奏友会吹奏楽団 （佐藤正人）               | 鳳凰 仁愛鳥譜                                                               | 鈴木英史                 |               |
| 川越奏和奏友会吹奏楽団 （佐藤正人）               | 「竹取物語」より                                                            | 三善晃／天野正道         |               |
| 第2部                                             |                                                                             |                          |               |
| 東京佼成ウインドオーケストラ （小林惠子）         | プラネタリウム －ウィンドオーケストラのための                               | 池田悟                   | [ 注 8 ]      |
| 東京佼成ウインドオーケストラ （小林惠子）         | ParataxisII ウインドオーケストラのための                                    | 河添達也                 | [ 注 9 ]      |
| 東京佼成ウインドオーケストラ （小林惠子）         | コン・ブリオ                                                                | バーナビー・ホーリントン | [ 注 10 ]     |

## 参考ウェブサイト
- “東京現代音楽祭“吹楽”現代日本の吹奏楽”.   サントリーホール公式サイトより公演アーカイブ. 2022年9月5日閲覧。
- “【CD】日本の吹奏楽の祭典「吹楽」【2枚組】（商品説明）”.   ブレーン・オンライン・ショップ. 2022年9月5日閲覧。
- “日本の吹奏楽の祭典 現代の音楽展'94 吹楽II”.   サントリーホール公式サイトより公演アーカイブ. 2022年9月5日閲覧。
- “吹楽2　市川市立大柏小学校吹奏楽部、千葉市立土気中学校吹奏楽部、常総学院高等学校吹奏楽部、近畿大学吹奏楽部、東京佼成ウィンドo.”.   CDジャーナルのウェブサイト. 2022年9月5日閲覧。
- “現代の音楽展覧'97 日本の吹奏楽の祭典「吹楽III」”.   サントリーホール公式サイトより公演アーカイブ. 2022年9月5日閲覧。
- “【CD】日本の吹奏楽の祭典「吹楽III」【2枚組】（CDの商品説明）”.   ブレーン・オンライン・ショップ. 2022年9月5日閲覧。
- “吹楽IV（日本の吹奏楽の祭典）”.   サントリーホール公式サイトより公演アーカイブ. 2022年9月5日閲覧。
- “吹楽 IV（CDの商品説明）”.   タワーレコードオンライン. 2022年9月5日閲覧。

### 注
1. ↑  改訂初演。
2. ↑  初演。
3. ↑  改訂初演。
4. ↑  改訂初演。打楽器：久保田善則。
5. ↑  初演。
6. ↑  「吹楽III」委嘱作品、初演。
7. ↑  「吹楽III」委嘱作品、初演。
8. ↑  「吹楽IV」委嘱作品初演。
9. ↑  「吹楽IV」委嘱作品初演。
10. ↑  第1回東京佼成ウインドオーケストラ作曲コンクール最上位入賞作品。初演。

### 課題曲
1. ↑  1988年度の全日本吹奏楽コンクールの課題曲。
2. ↑  1986年度の全日本吹奏楽コンクールの課題曲。
3. ↑  1977年度の全日本吹奏楽コンクールの課題曲。
4. ↑  1994年度の全日本吹奏楽コンクールの課題曲。
5. ↑  1977年度の全日本吹奏楽コンクールの課題曲。
6. ↑  朝日作曲賞受賞作品。1997年度の全日本吹奏楽コンクールの課題曲。
7. ↑  1990年度の全日本吹奏楽コンクールの課題曲。
8. ↑  この曲は、1987年度の全日本吹奏楽コンクールの課題曲である「風紋」を作曲者自身が後に編曲し、「原典版」として発表したもの。
9. ↑  1993年度の全日本吹奏楽コンクールの課題曲。
10. ↑  1980年度の全日本吹奏楽コンクールの課題曲。